# سيراس غريفين
سيراس غريفين هو محامي وقاضي وسياسي أمريكي، ولد في 16 يوليو 1749 في فارنهام في المملكة المتحدة، وتوفي في 14 ديسمبر 1810 في يوركتاون ‏ في الولايات المتحدة. انتخب عضو مجلس نواب فرجينيا ‏.